# Diecezja Dodge City
Diecezja Dodge City (łac. Dioecesis Dodgepolis, ang. Diocese of Dodge City) jest diecezją Kościoła rzymskokatolickiego w południowo-zachodniej części stanu Kansas. Terytorialnie obejmuje hrabstwa: Barber, Barton, Clark, Comanche, Edwards, Finney, Ford, Grant, Gray, Greeley, Hamilton, Haskell, Hodgeman, Kearny, Kiowa, Lane, Meade, Morton, Ness, Pawnee, Pratt, Rush, Scott, Seward, Stafford, Stanton, Stevens i Wichita.

## Historia
Diecezja została kanonicznie erygowana 19 maja 1951 roku przez papieża Piusa XII. Wyodrębniono ją z diecezji Wichita. Pierwszym ordynariuszem został kapłan ówczesnej diecezji Alton John Baptist Franz (1896–1992).

## Ordynariusze
- John Baptist Franz (1951–1959)
- Marion Forst (1960–1976)
- Eugene Gerber (1976–1982)
- Stanley Schlarman (1983–1998)
- Ronald Gilmore (1998–2010)
- John Brungardt (od 2010)